# S/2007 S 2
S/2007 S 2 je prirodni satelit planeta Saturn otkriven 2007. godine. Vanjski nepravilni satelit iz Nordijske grupe s oko 6 kilometara u promjeru i orbitalnim periodom od 742.08 dana.
S